# Anne Murray

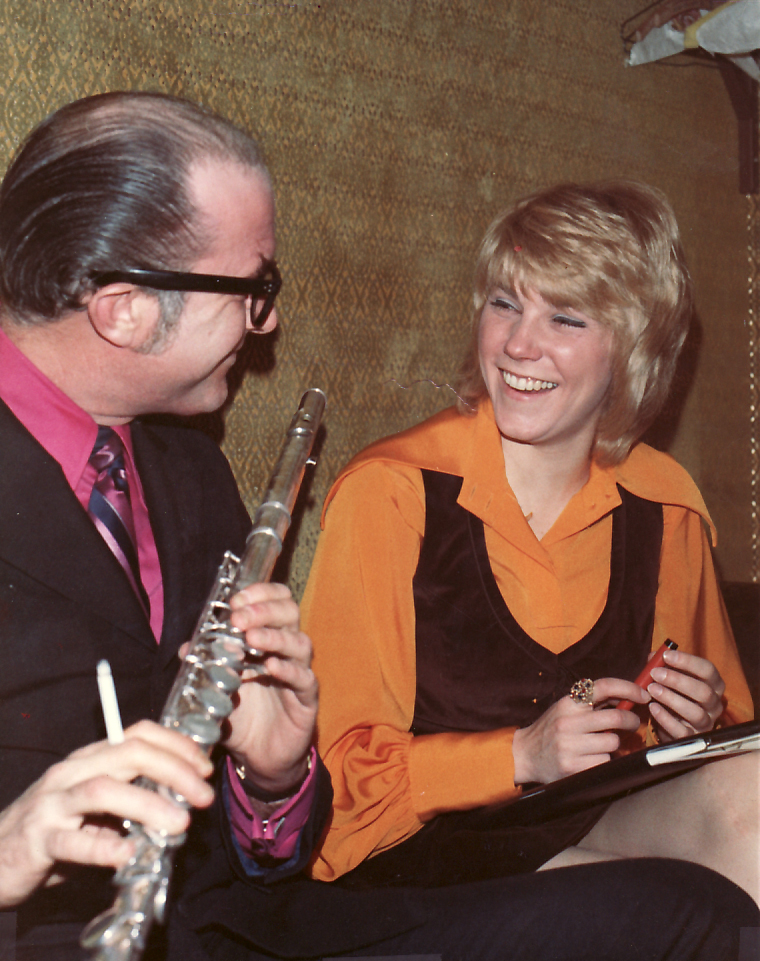
Anne Murray

Anne Murray (ur. 20 czerwca 1945 w Springhill w prowincji Nowa Szkocja w Kanadzie) – kanadyjska piosenkarka country.
Córka lekarza. Ukończyła studia na wydziale wychowania fizycznego na uniwersytecie i podjęła pracę w szkole. Początkowo muzykę traktowała jako hobby. Pierwszą płytę nagrała w 1968.
Najpopularniejsze nagrania: "Snowbird", "Danny's Song", "He Thinks I Still Care", "Could I have This Dance", "A Little Good News", "You Needed Me".